# Pterostylis stenochila
Pterostylis stenochila là một loài lan đặc hữu ở Tasmania.

## Hình ảnh

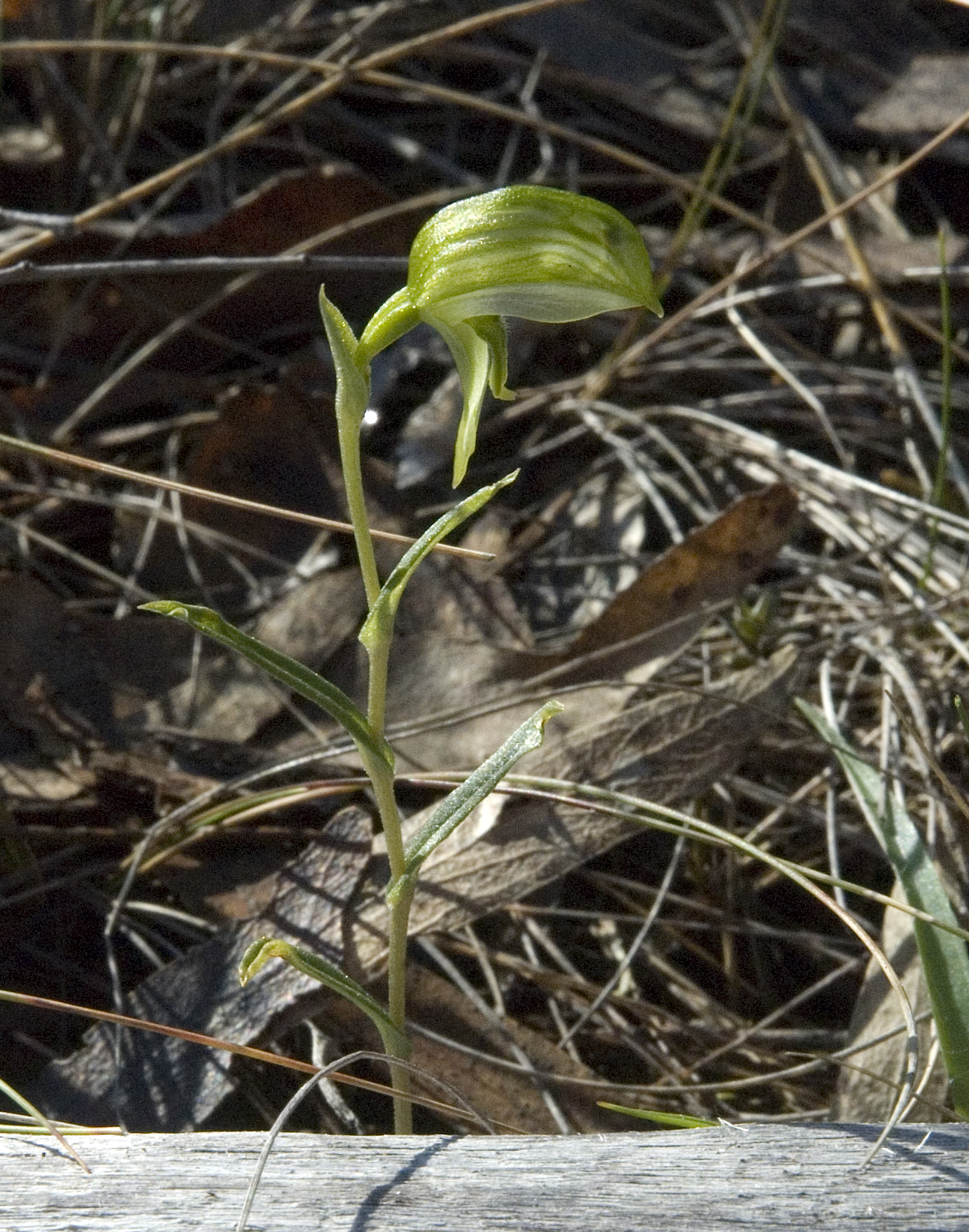